# Hr.Ms. Rigel (1931)
De Hr.Ms. Rigel was een Nederlandse hulpmijnenlegger gebouwd door de Nederlandsche Dok Maatschappij in Amsterdam. Het schip was gebouwd voor de Gouvernementsmarine maar werd in 1939 omgebouwd tot mijnenlegger en gemilitariseerd waardoor het deel uitmaakte van de Koninklijke Marine.

## De Rigel tijdens de Tweede Wereldoorlog
Vanwege de Japanse invasie van Java werd de Rigel op 2 maart 1942 door de eigen bemanning tot zinken gebracht in de haven van Tandjong Priok. Het schip is in maart 1942 gelicht door de Japanse strijdkrachten en daarna gedeeltelijk in dienst gesteld bij de Japanse marine.

## De Rigel na de Tweede Wereldoorlog
Na de Tweede Wereldoorlog werd de Rigel  teruggevonden en overgedragen aan de Dienst van de Scheepvaart. In 1951 werd het schip aan de Indonesische marine overgedragen.